# Kazimierz Ślęczka
Kazimierz Franciszek Ślęczka (ur. 1937) – polski filozof, profesor w Instytucie Filozofii Uniwersytetu Śląskiego.

## Życiorys
Absolwent Wydziału Filozofii i Socjologii Uniwersytetu Warszawskiego, w którym w 1969 uzyskał stopień magistra za pracę Rola uniformitaryzmu Charlesa Lyella w rozwoju geologii, a rok później doktora za dysertację Uniformitaryzm i aktualizm w teorii geologicznej Charlesa Lyella (promotorem obydwu prac był Władysław Krajewski).
Został wykładowcą Wyższej Szkoły Humanitas w Sosnowcu.
Ma poglądy feministyczne. Badacz problemów globalizacji, głównie kulturowej. Startował w wyborach do Parlamentu Europejskiego w 2004 z listy Zielonych 2004.

## Prace
- Dialektyka procesu rewolucji: w sporze o „Geschichte und Klassenbewusstsein”, wyd. Wydawnictwo Uniwersytetu Śląskiego, Katowice 1978;
- Z zagadnień dialektyki i świadomości społecznej (redakcja), Wydawnictwo Uniwersytetu Śląskiego, Katowice 1981;
- Feminizm, wyd. Książnica, Katowice 1999.

### Tłumaczenia
- György Lukács, Wprowadzenie do ontologii bytu społecznego, wyd. Państwowe Wydawnictwo Naukowe, tom 1 – 1982, tom 2 – część 1, i tom 2 – część 2 – 1984, tom 3 – 1985);
- Jan Aart Scholte, Globalizacja: krytyczne wprowadzenie, wyd. Wyższa Szkoła Zarządzania i Marketingu, Sosnowiec 2006.